# Chinatown (Honolulu)
Chinatown (Honolulu) ist ein historisches Stadtviertel von Honolulu im US-Bundesstaat Hawaii. Es liegt im Herzen der Stadt zwischen dem Hafen von Honolulu und dem Nuʻuanu Stream.

## Geschichte
In dem 36-Acre großen Stadtteil am Hafen entstand ab 1810 das erste Geschäfts- und Handelsviertel von Oʻahu. Neben unzähligen einheimischen Fischern lebten dort auch die ersten Ausländer, darunter einige Chinesen und rund 60 Weiße. Als der Bedarf an Arbeitern für die Zuckerrohrplantagen zunahm, wurden zwischen 1852 und 1876 rund 3900 Chinesen als Vertragsarbeiter auf die Insel geholt. Nach Ablauf ihres Fünfjahresvertrags siedelten sich viele von ihnen in Chinatown an, um entweder in bereits bestehenden Geschäften zu arbeiten oder ein eigenes zu gründen. Um 1882 bildeten Chinesen etwa die Hälfte der Arbeitskräfte auf den Plantagen. 1884 lebten 75 % der 5000 Chinesen von Honolulu in Chinatown, wo sie ihre eigenen Einzelhandelsgeschäfte wie Uhren- und Schmuckläden, Schneidereien, Tischlereien, Schustereien, Sattlereien, Bäckereien, Restaurants, Apotheken, Clubhäuser und Tempel eröffneten. Die Geschäfte in Chinatown wurden zum zweitgrößten Arbeitgeber für chinesische Einwanderer nach den Zuckerrohrplantagen. In den 1880er Jahren wurden auch immer mehr Japaner als Plantagenarbeiter angeworben. Viele von ihnen zogen nach Ablauf ihres Arbeitsvertrags ebenfalls nach Chinatown, wo sie Cafés, Bars, Hotels und Theater für ihre Volksgruppe eröffneten. Ihnen folgten Filipinos, Puerto-Ricaner und Portugiesen, die Chinatown in eines der ethnisch gemischtesten Stadtviertel von Honolulu verwandelten.

### Feuer

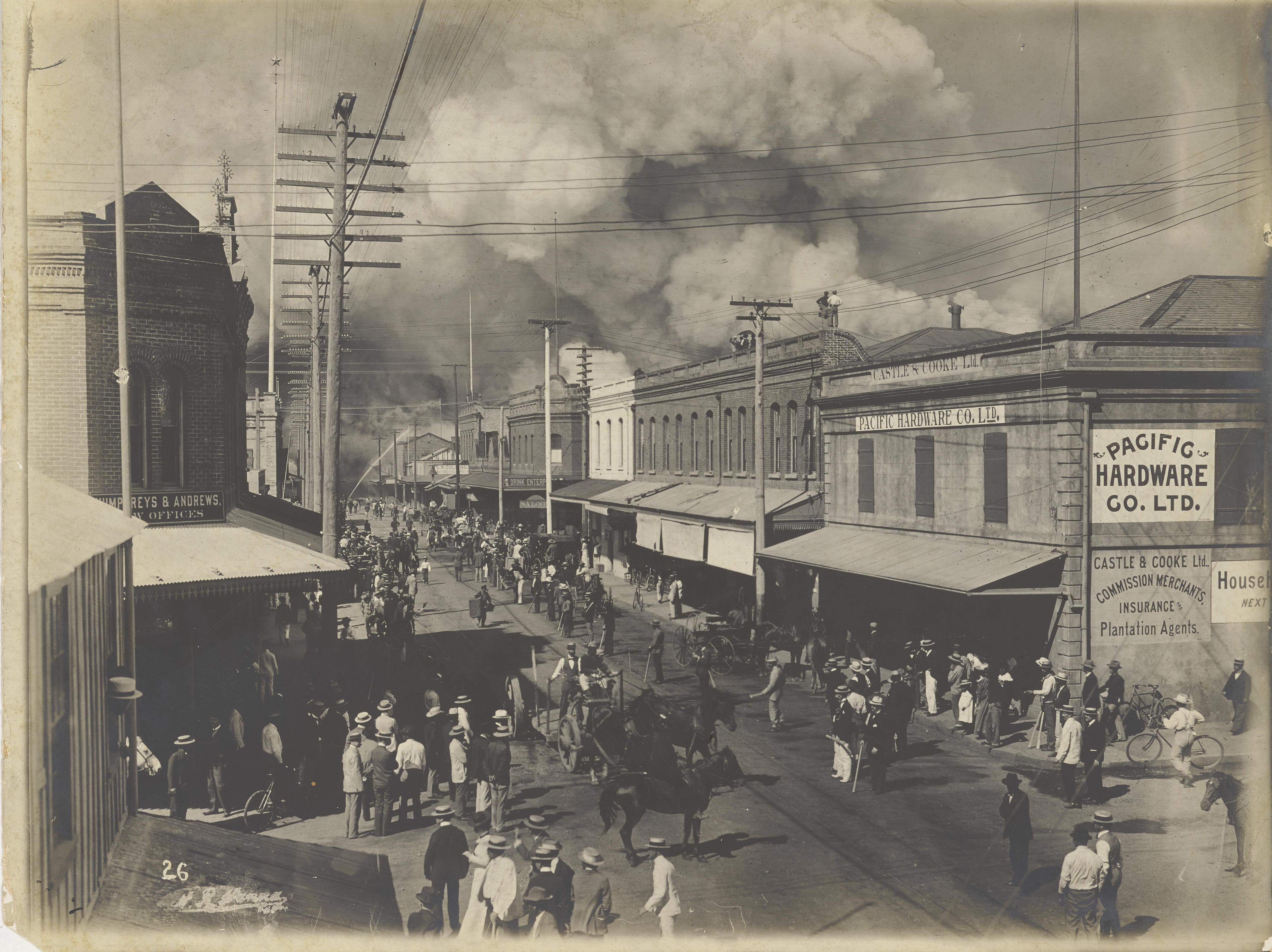
Chinatown Feuer von 1900

1886 brach in einem Restaurant in Chinatown ein Feuer aus und zerstörte die Häuser von 7000 Chinesen und 350 Hawaiianern. Es konnte erst nach drei Tagen gelöscht werden. Die neu errichteten Gebäude waren wieder aus Holz, in denen die Einwohner eng gedrängt und meist ohne sanitäre Anlagen zusammenlebten. Als im Dezember 1899 die Beulenpest ausbrach, konnte sie sich unter diesen Bedingungen schnell verbreiten. Am 31. Dezember ordnete die Gesundheitsbehörde von Honolulu die Zerstörung aller Häuser an, in denen sich eine Person infiziert hatte. Am nächsten Tag wurden rund 7000 Einwohner evakuiert und die Feuerwehr begann mit 41 kontrollierten Feuern die betroffenen Gebäude abzubrennen. Am 20. Januar geriet das Feuer jedoch außer Kontrolle und verbreitete sich durch den Wind in 17 Tagen über beinahe die gesamte Chinatown. Daher stammen fast alle alten Gebäude des Viertels aus der Zeit ab 1900. Im gleichen Jahr wiesen die Chinesen mit 56,3 % ihren allzeit höchsten Anteil an der Bevölkerung des Viertels auf. Bis 1940 wurden sie von den Japanern als größte Bevölkerungsgruppe abgelöst.

### Abwärtsentwicklung
Ende der 1930er Jahre begann der wirtschaftliche Niedergang, als die wohlhabenden Chinesen in andere Viertel Honolulus umzogen und nur ihre Geschäfte in Chinatown behielten. Mit dem Eintritt der USA in den Zweiten Weltkrieg und der massiven Stationierung von amerikanischen Militärangehörigen auf Oahu entwickelte sich Chinatown in ein Rotlichtbezirk mit Nachtklubs, Casinos und Bordellen. Nach dem Krieg wurde es ein Hotspot für kriminelle Aktivitäten. In den 1950er und 1960er Jahren setzte sich der wirtschaftliche Abstieg fort. Insbesondere die Eröffnung des Ala Moana Centers 1959 in nur drei Kilometern Entfernung zog viele Kunden ab. Im gleichen Jahr wurde Hawaii der 50. Bundesstaat der USA, was einen Tourismusboom nach sich zog, der sich auf das aufstrebende Waikiki konzentrierte und die Kundenströme ebenfalls verlagerte.

### Aufwärtsentwicklung
1973 wurde Chinatown in das National Register of Historic Places als historischer Distrikt aufgenommen. Das führte zu öffentlichen Investitionen in den Erhalt der historischen Gebäude, welches die wirtschaftliche Entwicklung revitalisierte und auch private Investoren anzog. Zu dieser Zeit machten die Chinesen jedoch nur noch 20 % der Einwohner von Chinatown aus, während Filipinos mit 47 % die größte Bevölkerungsgruppe darstellten. In den 1980er Jahren entstanden im Viertel zwei neue Einkaufszentren, der Maunakea Marketplace und die Kekaulike Mall, außerdem siedelten sich Großunternehmen und Non-Profit-Organisationen an. 1996 wurde das historische Hawaii Theatre restauriert und wiedereröffnet. Anschließend kamen Kunstgalerien, Künstlerbühnen und kulturelle Veranstaltungen wie  der First Friday Art Walk hinzu.
Die Einwohner setzen sich heute knapp zur Hälfte aus Asiaten (Chinesen, Vietnamesen, Laoten, Japaner, Thais, Filipinos, Koreaner), 18 % Hawaiianern und anderen Pazifikbewohnern, 9 % Weißen, 5,7 % Schwarzen, 5,4 % Hispanics und 15,9 % Einwohnern gemischter Ethnizität zusammen. Rund die Hälfte der Einwohner wurden im Ausland geboren.
Die Chinatown Honolulu gehört zu den meistbesuchten Orten in Hawaii. Die Besucher setzen sich zu 92 % aus Einwohnern des Bundesstaats und zu 8 % aus Touristen zusammen.
Weiterhin ein Problem für die Sicherheitsbehörden bleiben im Viertel jedoch insbesondere die Prostitution, der Drogenhandel und illegale Spielhallen.
Koordinaten: 21° 18′ 44,3″ N, 157° 51′ 46,2″ W

## Galerie

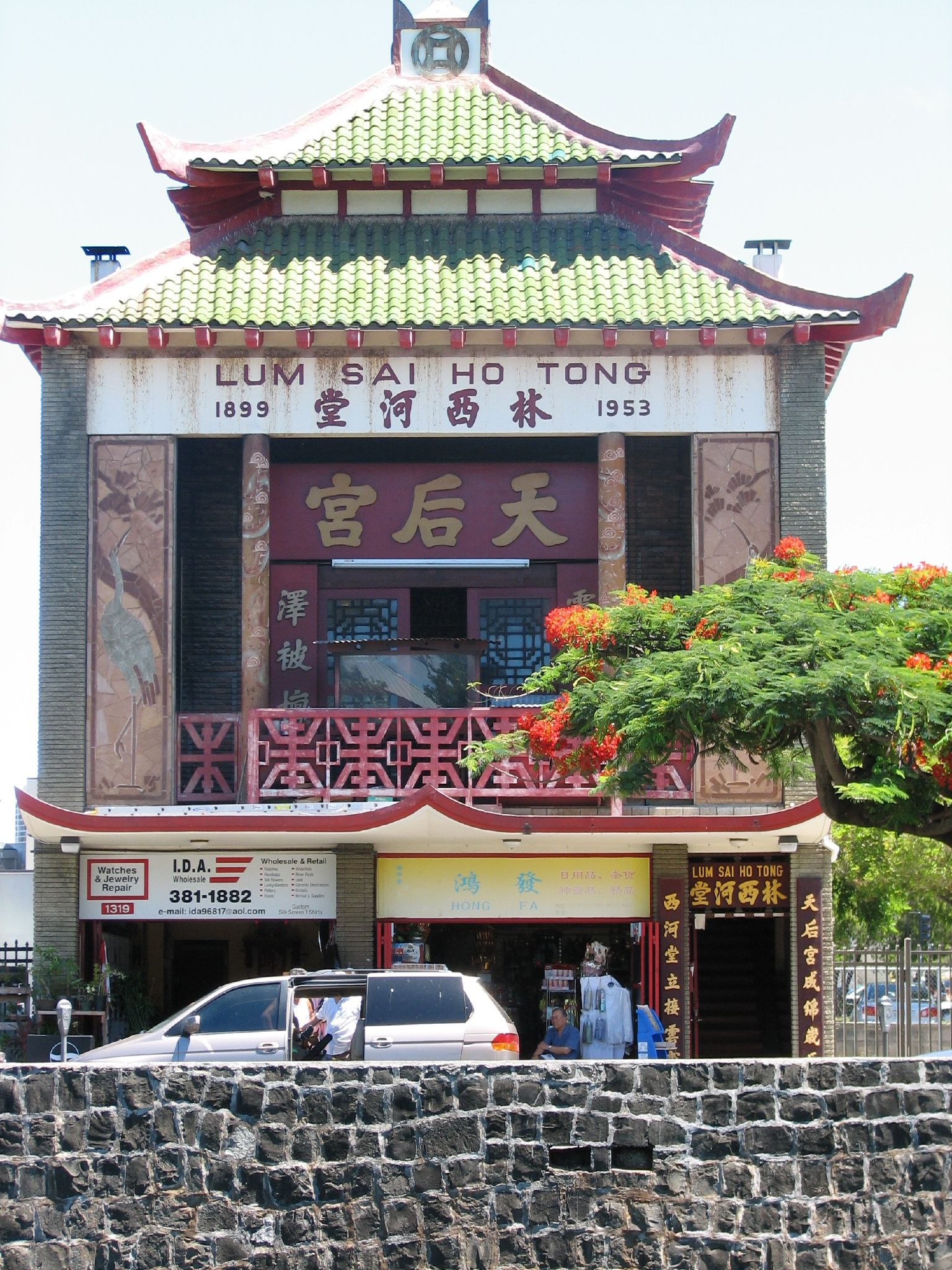
Lum Sai Ho Tong Taoist Temple
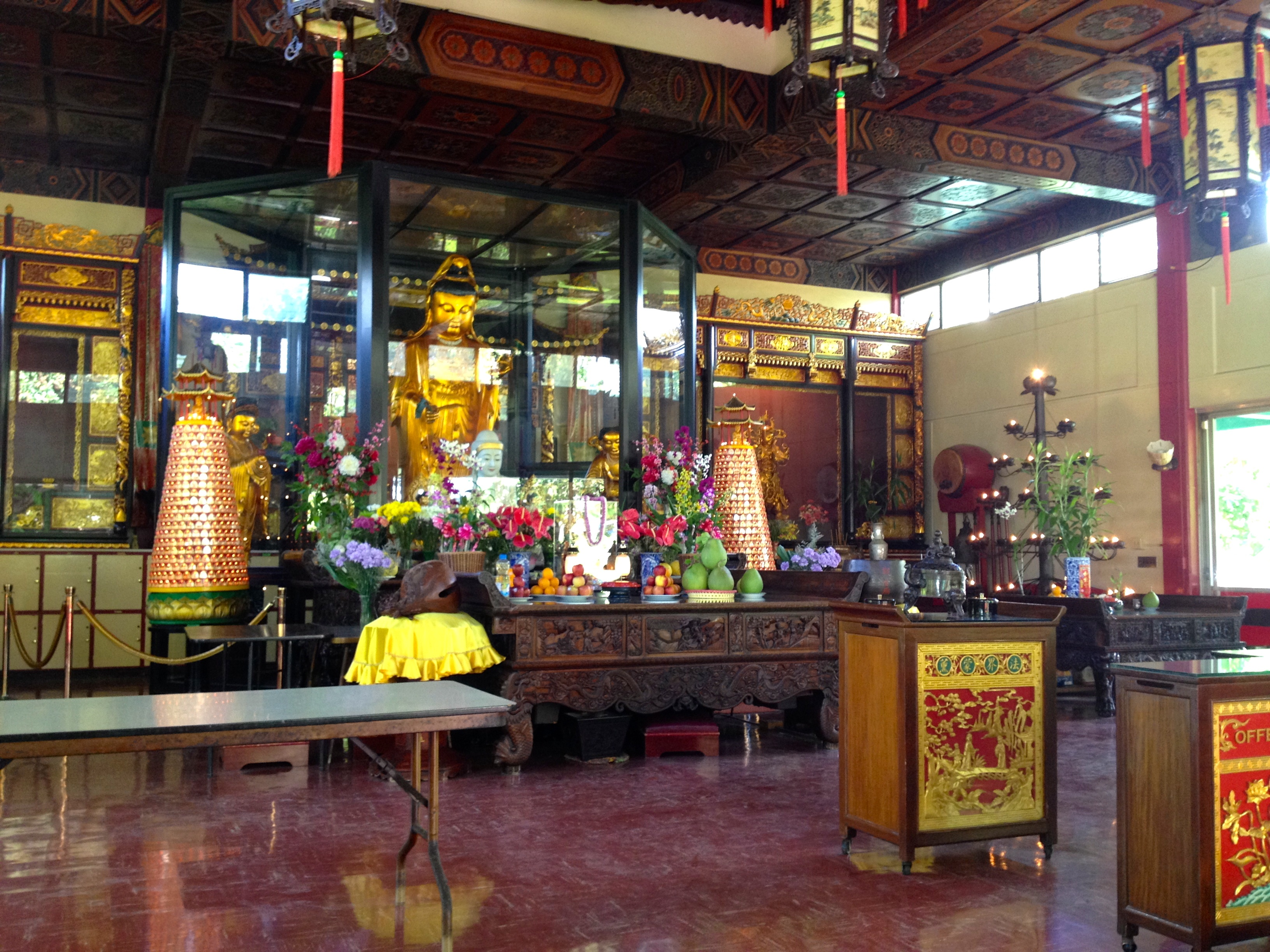
Kuan Yin Temple
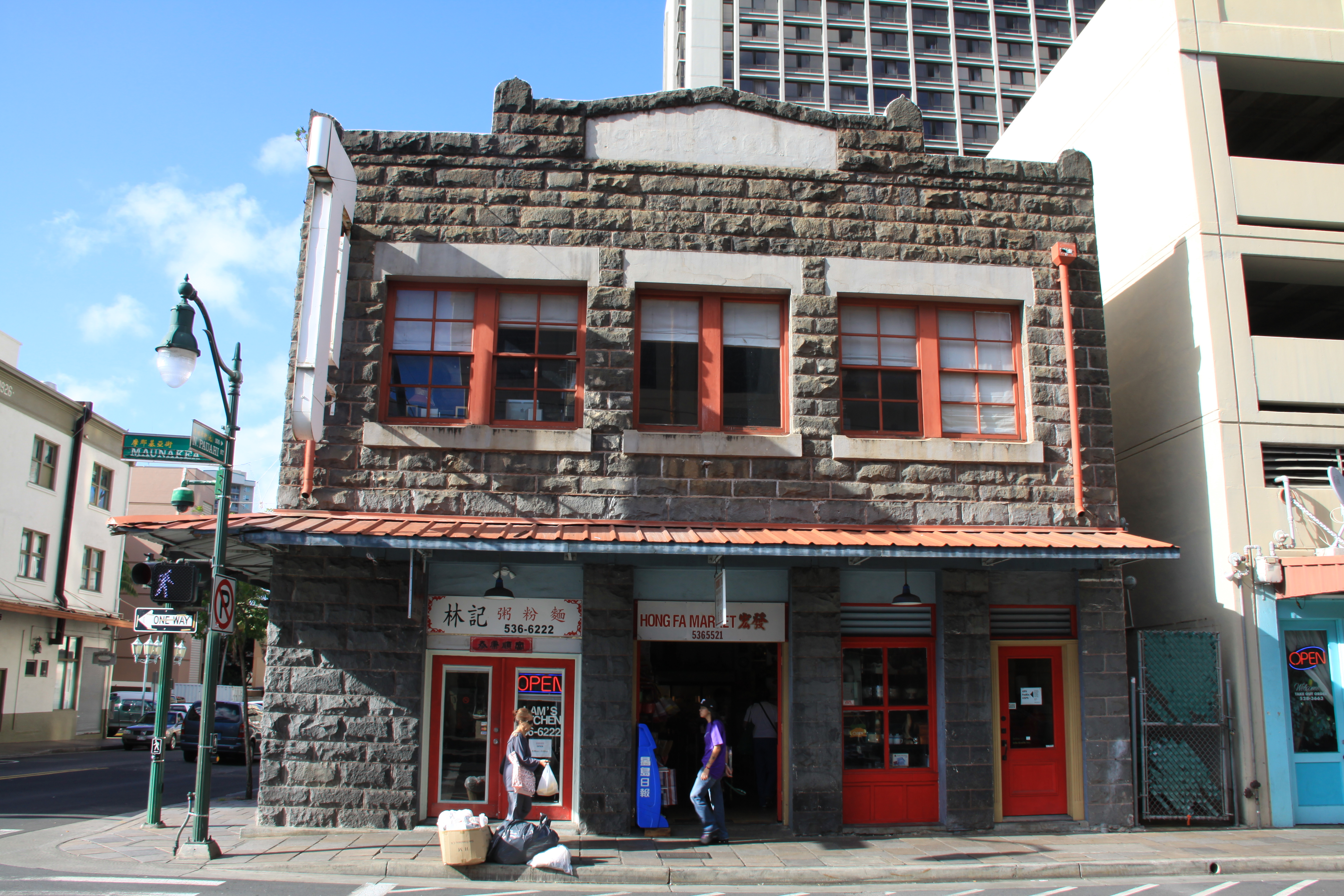
Chinatown Honolulu
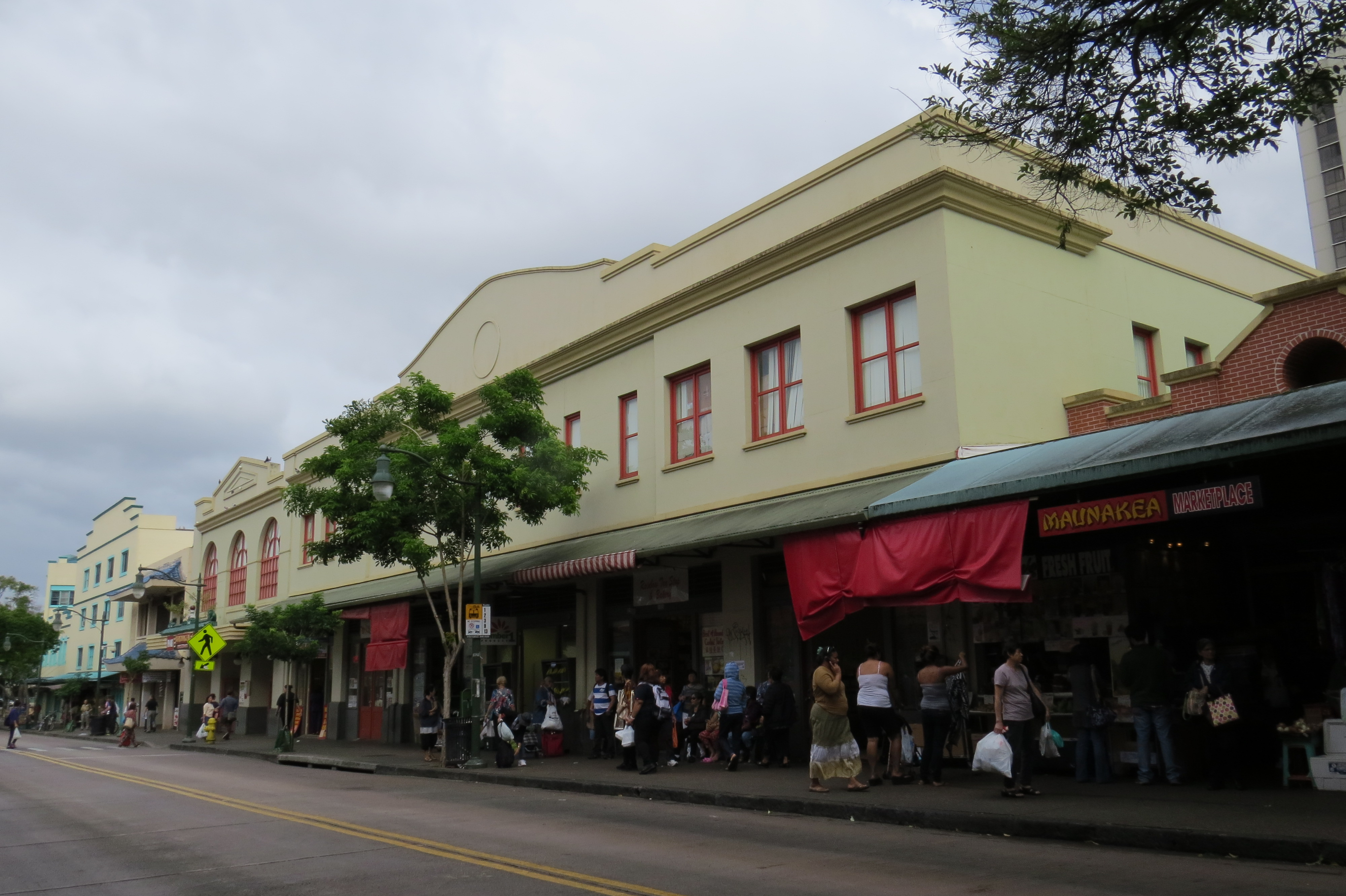
Chinatown Honolulu
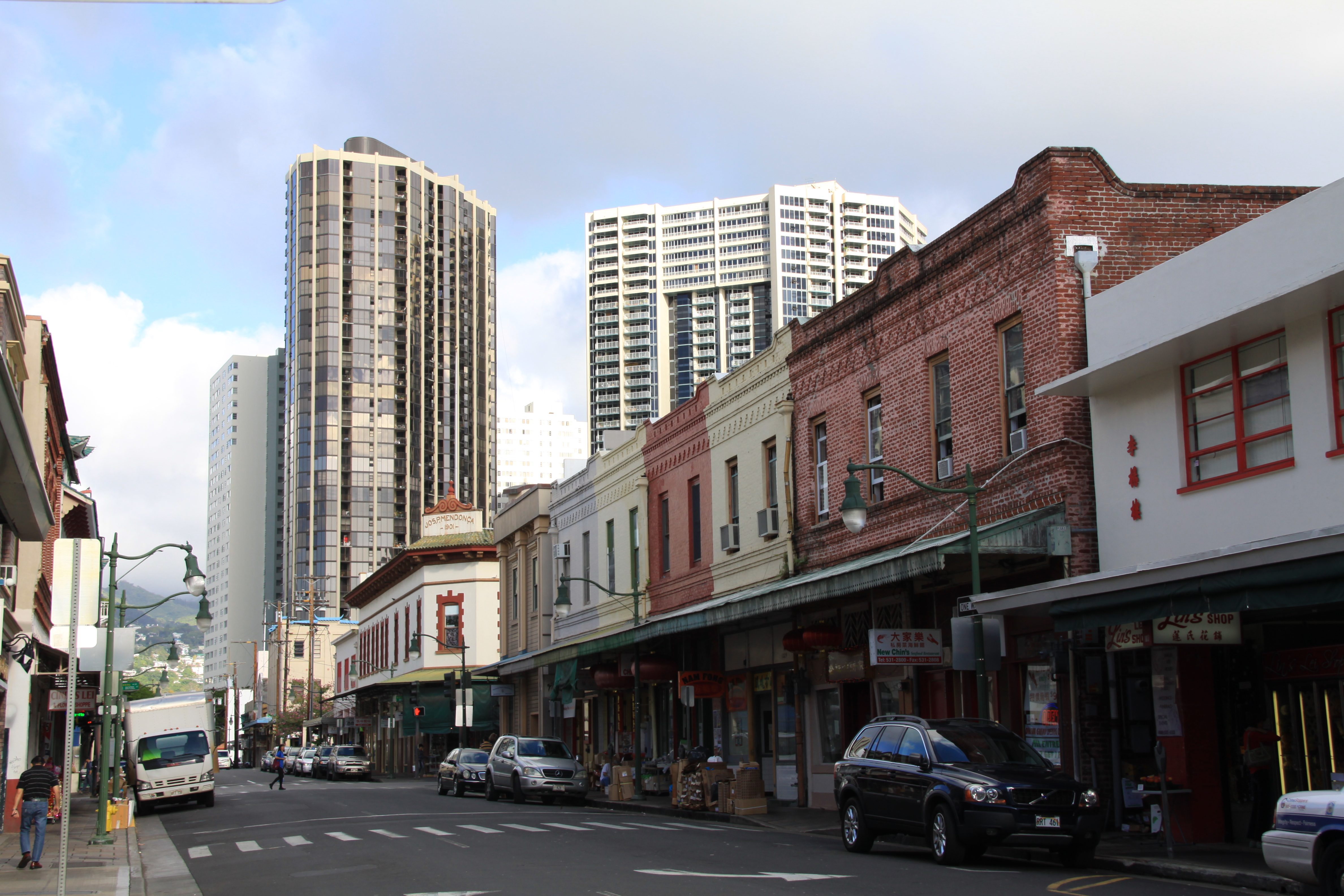
Chinatown Honolulu
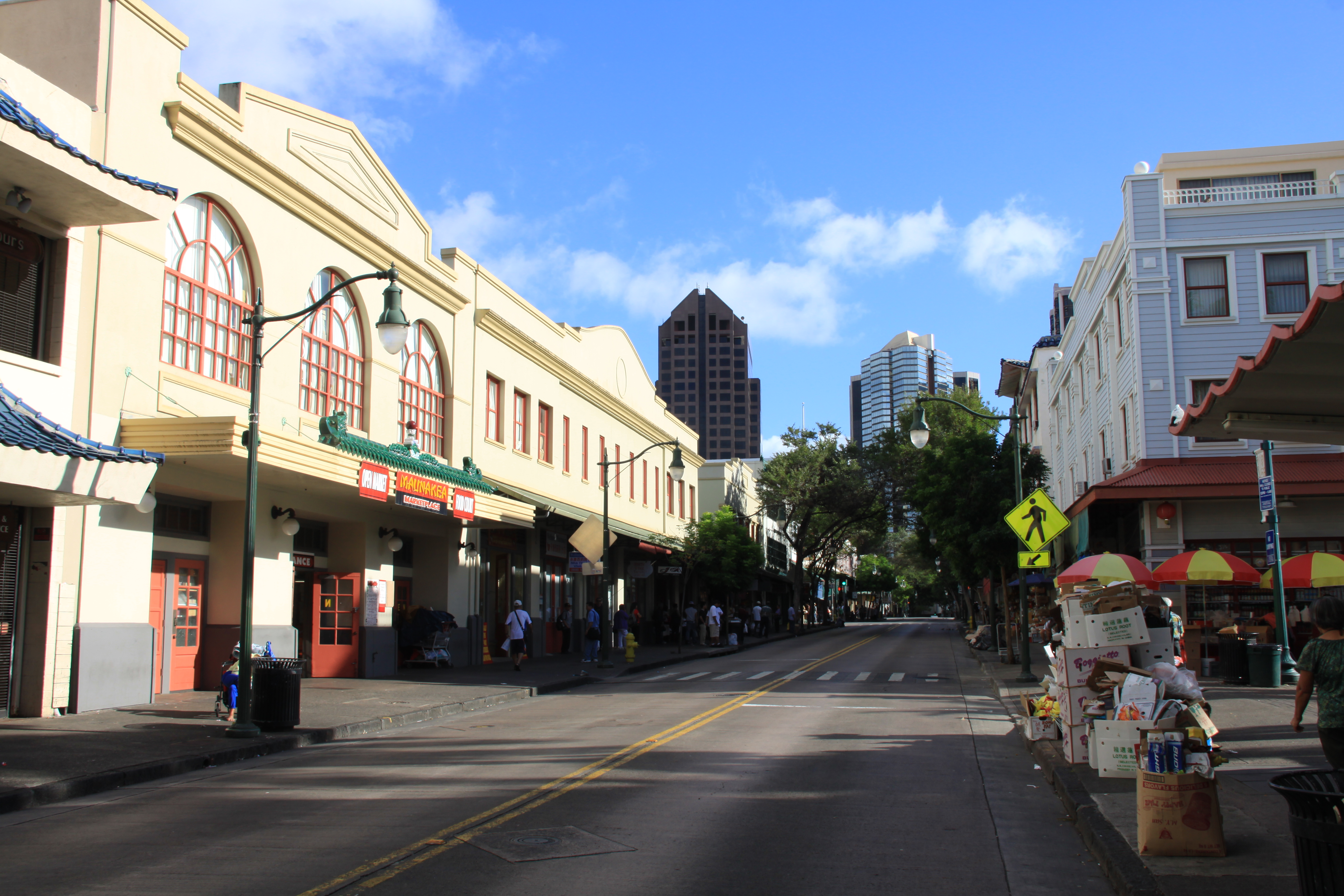
Chinatown Honolulu
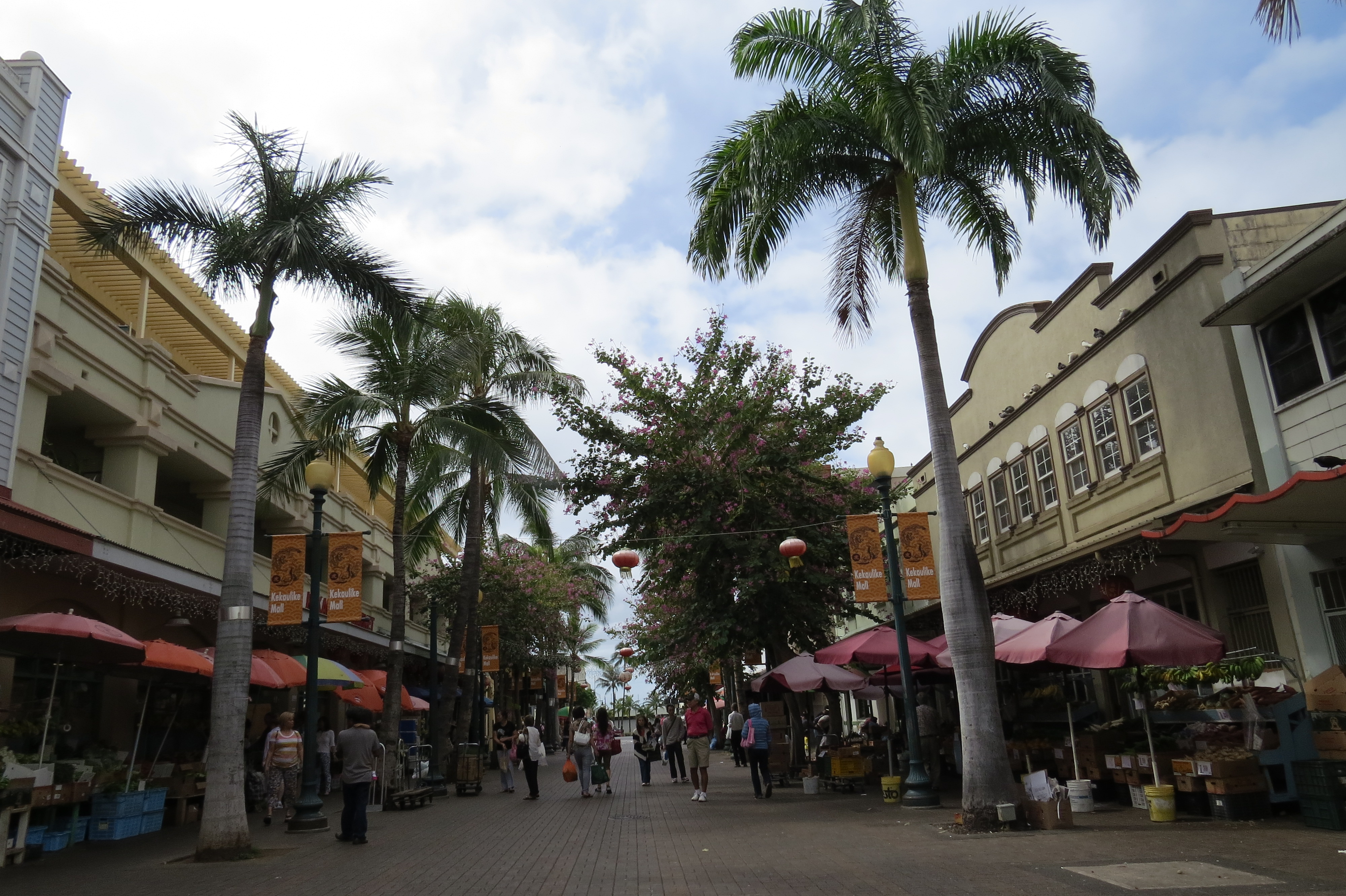
Chinatown Honolulu
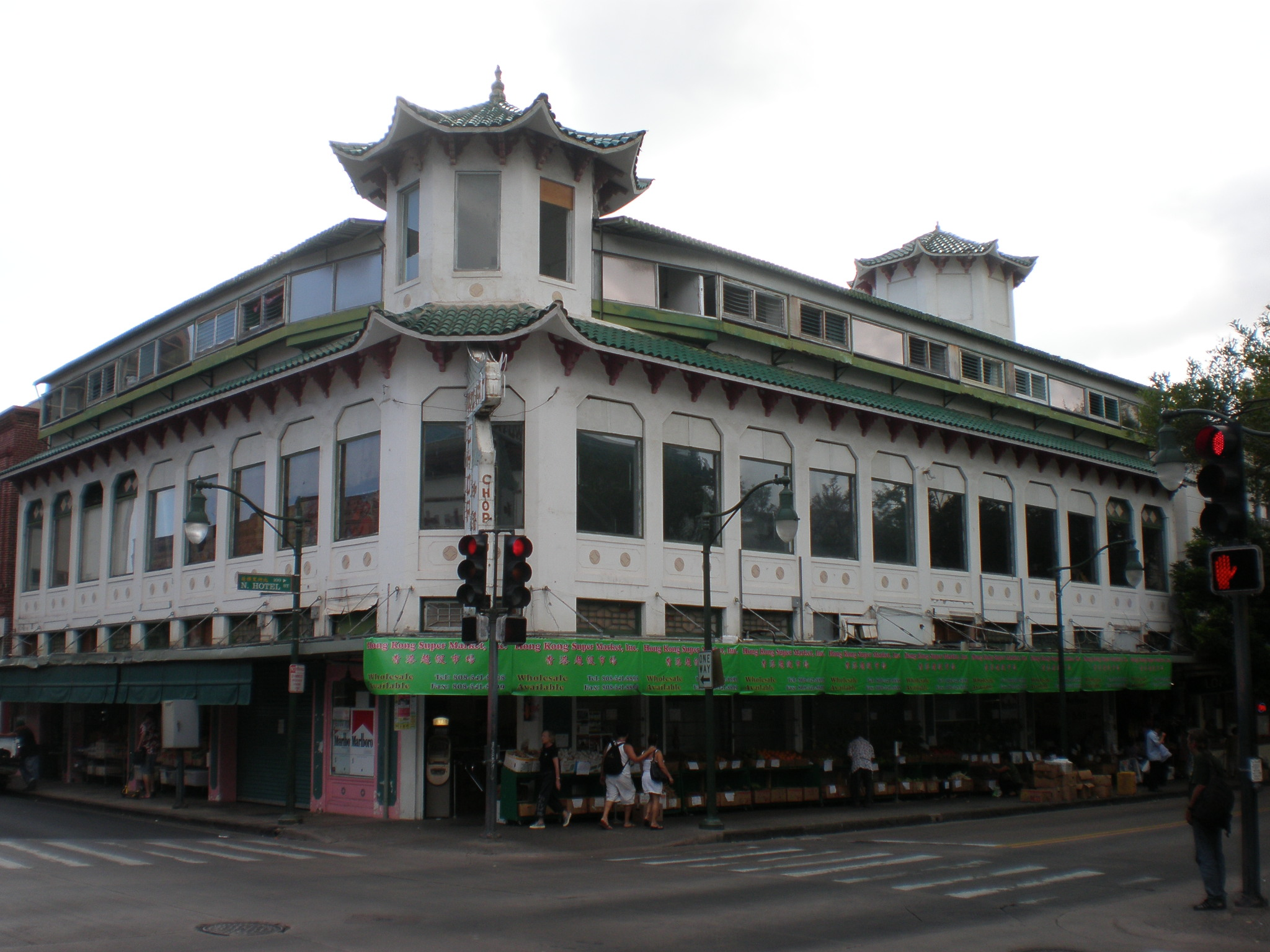
Wo Fat Gebäude